# Битка у мореузу Норјанг
Битка у мореузу Норјанг (енгл. Battle of Noryang) била је последња велика битка јапанске инвазије Кореје (1592-1598). Битка је вођена између јапанске морнарице и удружених флота краљевине Чосон и династије Минг, и трајала је од зоре до сумрака 16. децембра 1598.

## Позадина

### Супротстављене снаге
Да би се разумео стварни однос снага у поморским биткама између Корејанаца и Јапанаца у ово време, није довољно анализирати само број ангажованих бродова: пловне карактеристике, чврстина и наоружање бродова били су од далеко већег значаја.
Јапанци су током инвазије користили две врсте ратних бродова: велике (атакебуне) и средње (секибуне). Коришћени су и мањи, помоћни бродови (кобаја), углавном за извиђање. Иако су били грађени тако да подсећају на пловеће тврђаве (палуба средњих и великих бродоба била је са све 4 стране окружена грудобранима са пушкарницама, подсећајући на дрвену кутију на бродском кориту), њихови грудобрани од дрвета, бамбуса и платна били су намењени за одбрану од стрела и аркебуза, и чак ни највећи јапански бродови типа атакебуне нису могли да издрже поготке корејских топова у борби на одстојању. Већина јапанских бродова била је типа секибуне, који су били намењени за брзу пловидбу по отвореном мору и заузимање других бродова укрцавањем и борбом прса у прса -  абордажом. Пошто су грађени за брзину, имали су уска корита и дубок газ, а грађени су од лаке кедровине и покретани на весла и једра. Већина јапанских ратних бродова није имала никакво оружје, изузев аркебуза које је носила посада: иако изврсно оружје против пешадије и коњице, аркебуза је била немоћна да пробије бокове ратног брода.
Са друге стране, корејске галије (паноксеон), главни ратни бродови краљевства Чосон, били су масивни бродови плитког газа, покретани веслима, са две палубе и високим грудобранима на горњој палуби који су штитили посаду од  хитаца и напада абордажом. Иако корејски војници нису имали аркебузе, већ само лукове, сви корејски бродови били су наоружани топовима, чији су пројектили са лакоћом пробијали бокове јапанских бродова. То је била суштинска разлика између јапанске и корејанске поморске тактике: док су Јапанци покушавали да заузму непријатељске бродове укрцавањем и борбом прса у прса, корејски бродови били су пловеће тврђаве које су потапале непријатељске бродове ватром својих топова. Осим тога, плитак газ корејских бродова омогућавао је лаку пловидбу по плитким приобалним водама и мореузима, где је вођена већина битака, где су јапански бродови дубоког газа били у неповољнијем положају. Постојало је и неколико бродова корњача, али њихов значај био је више морални него војнички.
У свим корејским поморским победама током јапанске инвазије Кореје (1592-1598) - укупно 12 битака - јапански бродови потопљени су на одстојању ватром из корејских топова док су покушавали да се приближе за укрцавање и борбу прса у прса (абордаж), чиме се могу лако објаснити минимални корејски губици: док су Јапанци у 10 битака током 1592. изгубили преко 300 бродова, Корејанци нису изгубили ниједан, а број погинулих и рањених морнара био је мали. Једина јапанска поморска победа - битка у мореузу Чилчолјанг (1597) - постигнута је тако што су корејски бродови изненађени на сидришту у уском мореузу и заузети абордажом и нападом са копна.

## Битка
Удружена савезничка флота од око 150 корејских и кинеских ратних бродова, коју су предводили адмирали Ји Сун Син и Чен Лин, напала је и уништила или заробила више од половине од укупно 500 јапанских бродова, којима је командовао Шимазу Јошихиро, који је покушао да се споји са флотом Кониши Јукинаге.
На врхунцу битке, адмирал Ји Сун Син је погођен метком из аркебузе и смртно рањен, али је његова смрт сакривена од савезничке флоте до краја битке: оба савезничка адмирала славе се као национални хероји Кореје.

## Последице
Потучени остаци јапанске флоте повукли су се у Пусан и, неколико дана касније, побегли натраг у Јапан.

## Занимљивости
Битка код рта Норјанг (енгл. Battle of Noryang Point) је доступан сценарио у кампањи Битке Освајача (енгл. Battles of the Conquerors) у видео игри Age of Empires II: The Conquerors.